# Pie XI
Pour les articles homonymes, voir Pie XI (homonymie) et Ratti.
Achille Ratti, né le 31 mai 1857 à Desio (Royaume de Lombardie-Vénétie) et mort le 10 février 1939 au Vatican, est un prêtre catholique, érudit, évêque, théologien et archevêque de Milan. Créé cardinal en 1921, il est élu pape l'année suivante, le 6 février 1922 sous le nom de Pie XI (en latin : Pius XI, en italien : Pio XI). En qualité d'évêque de Rome, il est le 259e pape de l’Église catholique ainsi que le chef d'État du Vatican jusqu’à sa mort.
Son pontificat de 17 ans, est marqué par le règlement de la question romaine, avec la reconnaissance et l'institution de l'État de la Cité du Vatican, par les accords du Latran, en 1929. Il doit faire face à la montée des totalitarismes en Europe : communisme (1917), fascisme (1922) et nazisme (1933), ainsi qu'à la Guerre civile espagnole.

## Jeunesse et carrière dans la Curie

### Naissance et formation

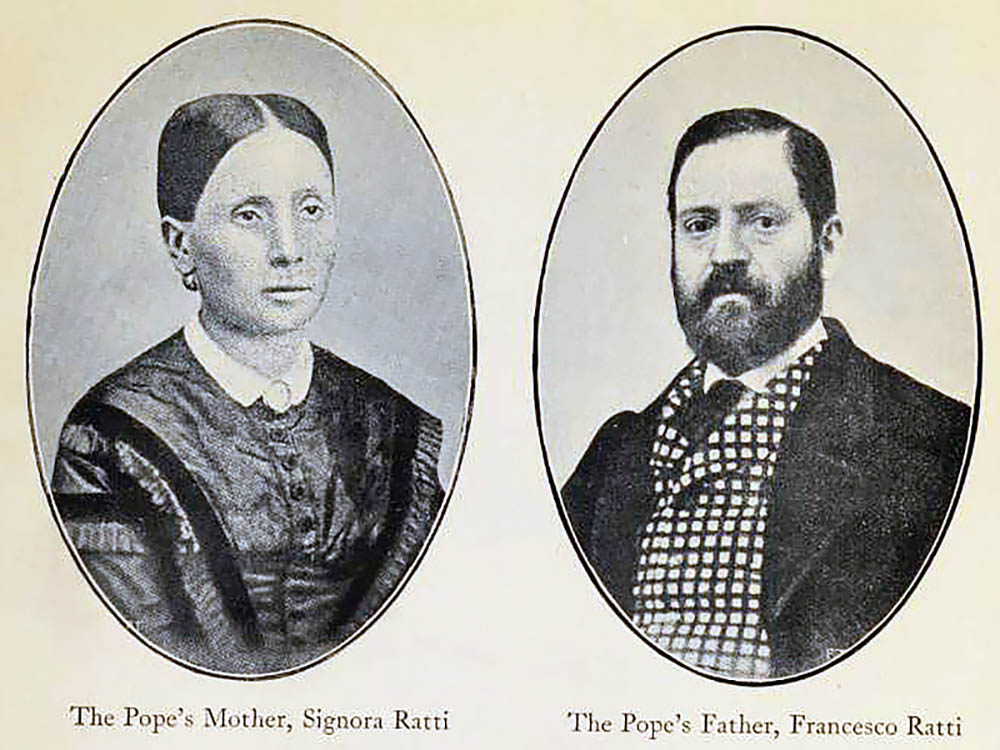
Les parents d'Achille Ratti.

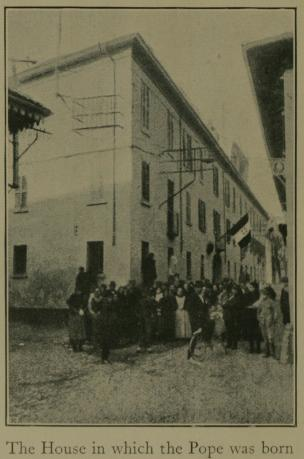
Maison natale de Pie XI.

Issu d'une famille de la bourgeoisie lombarde, Ambrogio Damiano Achille Ratti est né le 31 mai 1857 dans la petite ville de Desio près de Milan alors sous domination autrichienne (en 1859 la Lombardie, conquise par les armées franco-sardes, est rattachée au nouveau royaume d'Italie). Son prénom Ambroise-Damien-Achille a été donné par son grand-père Ambroise Ratti (qui était aussi son parrain).
Le futur pape était l'avant-dernier fils (parmi sept enfants) de Francesco Ratti († juin 1881) qui était alors propriétaire d'une filature de soie, et de son épouse, Teresa née Galli († octobre 1918), fille d'un aubergiste originaire de Saronno.
À la fin de son école primaire à Desio, il est placé, à la requête de son oncle, au petit séminaire de Saint-Pierre Martyr à Seveso. Il passe ses vacances chez son oncle Damiano Ratti (prévôt curé d'Asso), qui lui fait approfondir ses études. Après deux années au séminaire de Monza, il devient surveillant pendant une année au collège San Carlo de Milan où il obtient le baccalauréat. Cela lui permet d'entrer au grand séminaire de Milan.
En 1874, le jeune Achille prend l'habit des tertiaires franciscains remis par son confesseur Luigi Tavola, curé de Sormano. Il est remarqué par l'archevêque de Milan Luigi Nazari di Calabiana, au presbytère de son oncle d'Asso, pour son esprit studieux et sa piété.
Le prélat le charge d'enseigner la grammaire au petit séminaire de Saint-Pierre Martyr, où il avait étudié auparavant, et au collège Saint-Martin. En 1879, il est envoyé avec son ami Alessandro Lualdi au séminaire pontifical lombard de Rome où il réside durant ses études à l'université grégorienne.

### Ordination et doctorat
Achille Ratti est ordonné prêtre le 20 décembre 1879, à l'âge de 22 ans, à la basilique Saint-Jean-de-Latran. Il célèbre sa première messe dans la basilique Santi Ambrogio e Carlo al Corso, où est conservé le cœur de saint Charles Borromée, archevêque de Milan et sa troisième messe au tombeau de saint Pierre dans les cryptes vaticanes.
Il obtient trois doctorats, en philosophie, en droit canonique et en théologie, à l'Université pontificale grégorienne, où il fait la connaissance de Giacomo della Chiesa, futur Benoît XV. C'est l'un des premiers docteurs de l'Académie pontificale Saint-Thomas [d'Aquin], fondée le 13 octobre 1879. Comme le pape Léon XIII souhaitait rencontrer les deux lauréats, Achille Ratti et Alessandro Lualdi, lors de son audience personnelle, à la fin d'une journée, le Saint-Père et les deux jeunes prêtres échangèrent longtemps et intimement leur pensée sur l'enseignement de la philosophie.

### Érudit

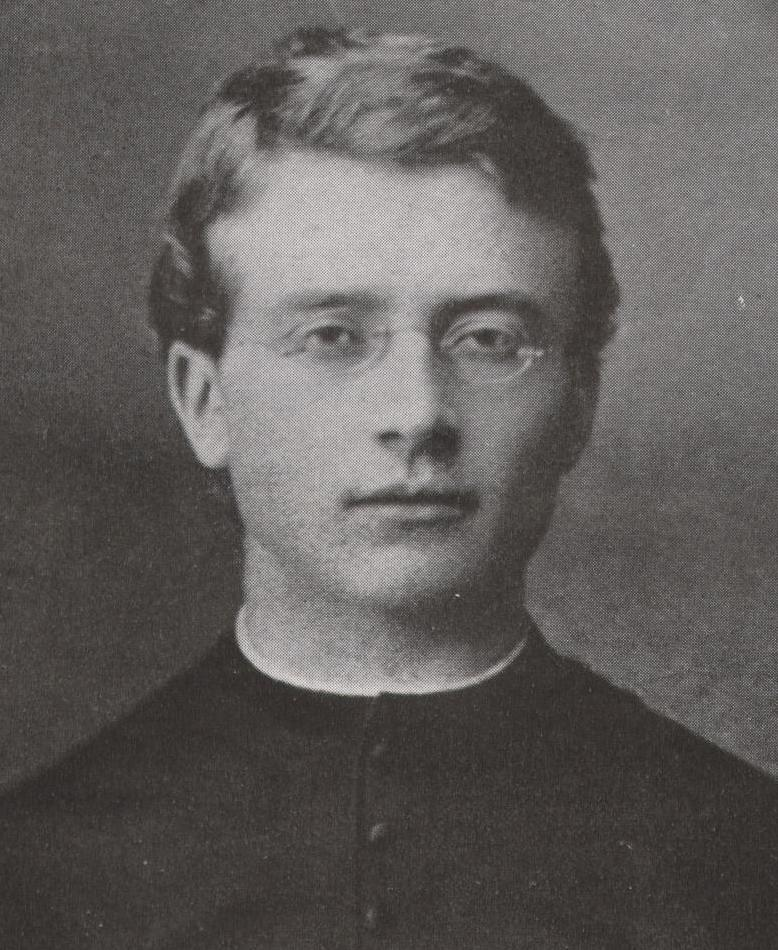
Achille Ratti, jeune prêtre, en 1880.

En 1882, il regagne la ville de Milan en tant que vicaire dans la petite paroisse Barni pendant quelques mois. Puis, il est nommé professeur du grand séminaire, où il enseigne durant cinq ans la théologie dogmatique ainsi que l'éloquence sacrée. C'est durant ces années qu'il pratique l'alpinisme à un très haut niveau (voir plus bas.)
Il rejoint les oblats de saint Charles Borromée peu après sa nomination comme « docteur » (c'est-à-dire conservateur) de la bibliothèque Ambrosienne, à la suite du décès d'un de ces docteurs le 5 novembre 1888. Il y travaille jusqu'en 1912. Spécialisé dans la paléographie des écrits médiévaux de l'Église, ses recherches sont tournées vers la vie et l'œuvre de Charles Borromée, ainsi que sur le diocèse de Milan. Il travaille aussi sur un apocryphe de Paul. Ces études de qualité, pendant cette période, préparent sa future promotion : en mars 1907, nommé préfet de l'Ambrosienne, il succède à Antonio Maria Ceriani qui avait eu sur lui une profonde influence scientifique. Il entreprend un travail de rénovation et de classement de l'antique bibliothèque qui le fait remarquer de la communauté des savants.
En 1909, il devient en outre conservateur auprès du collégial de la faculté théologique de Milan et devient un proche du cardinal Andrea Carlo Ferrari (12 ans plus tard, il lui succède au siège de l'archevêché de Milan).
Le 20 février 1912, le pape Pie X le nomme vice-préfet de la Bibliothèque apostolique vaticane sous la direction du préfet jésuite Franz Ehrle, tout en lui conservant la responsabilité de l'Ambrosienne. Le 1er septembre 1914, à la suite du départ de Frantz Ehrle, le nouveau pape, qui le connaissait (Benoît XV) lui confie la bibliothèque. Le 15 septembre, le Saint-Père lui accorde une stalle de chanoine à la basilique vaticane, et le 28 octobre, Achille Ratti est élevé à la dignité de protonotaire apostolique.

### Jeunesse sportive

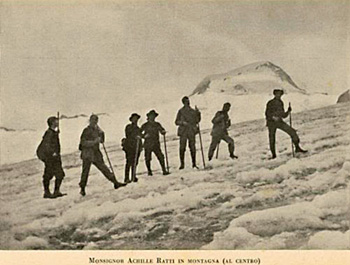
Achille Ratti, au centre, avec d'autres alpinistes dans les Alpes, vers 1900.

Achille Ratti est également un sportif, connu pour son goût de l'alpinisme,. Il gravit ainsi de nombreux sommets des Alpes : le Cervin, la pointe Dufour au  mont Rose à 4 663 mètres d'altitude, le mont Blanc, et réalise la première traversée du col Zumstein (4 452 m). Le Club alpin suisse mentionne surtout son ascension vers le mont Rose dans le Guide des Alpes Valaisannes (tome III, p. 111). En effet, avec ses deux amis, ils subissent des ténèbres exceptionnelles près de la pointe Dufour le 30 juillet 1889, qui les obligent à une nuit passée sur une corniche. Sans nouvelles, une caravane de secours vient les secourir depuis Zermatt. Un de ses amis a les pieds gelés. 
Le Docteur Ratti devient membre honoraire des Clubs alpins de Desio et de Milan. Plusieurs voies portent son nom, notamment l'actuelle voie des Aiguilles grises sur le mont Blanc, autrefois dénommée route du Pape. Cet étonnant mélange de ténacité physique et d'érudition rigoureuse en faisait un prélat original. Ses historiens y voient la base du tempérament qu'il montra lors du pontificat face aux situations de crise.

### Diplomate en Pologne

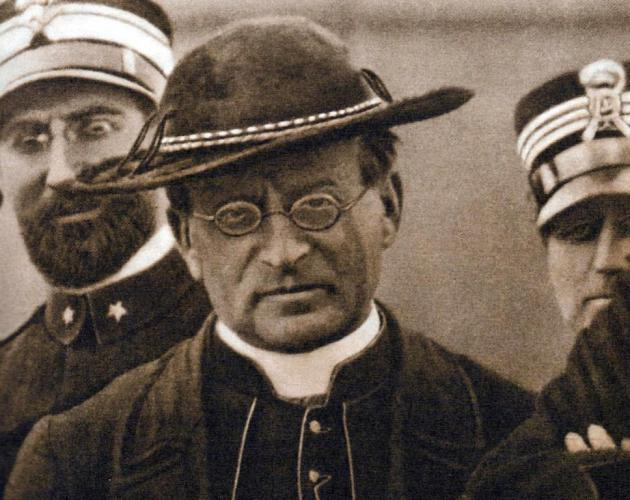
Achille Ratti, nonce apostolique en Pologne, en 1919.

Il devient ensuite, le 25 avril 1918, visiteur apostolique en Pologne, où la situation diplomatique et militaire est très tendue. L’État polonais est en voie de reconstitution, mais en conflit avec l'URSS. Lorsque l'État est officiellement reconnu, Ratti reçoit formellement le titre de nonce apostolique en Pologne, le 6 juin 1919, et est titré archevêque in partibus de Naupacte (de) le 3 juillet 1919. Sa consécration en la cathédrale de Varsovie, par l'archevêque Aleksander Kakowski, se tient le 28 octobre suivant en présence des vingt-deux archevêques et évêques du pays et du président de la République Józef Piłsudski, du gouvernement et de tout le corps diplomatique,. Il mène à bien des négociations diplomatiques, soutient personnellement les prisonniers et les enfants de ce pays et fait preuve d'un grand courage personnel lors du siège de Varsovie par les Soviétiques, en août 1920. Il en garde un solide anticommunisme.
Sa mission s’achève en demi-teinte : nommé haut-commissaire ecclésiastique en Haute-Silésie, où n'avait pas encore eu lieu le plébiscite dont les résultats devaient déterminer si la région serait rattachée à la Pologne ou à l'Allemagne, il se conforme aux instructions émanant du cardinal Bertram, évêque de Breslau, ordonnant aux prêtres polonais de ne pas prendre parti dans le débat, ce qui favorisait le clergé allemand. En conséquence, Ratti est sévèrement attaqué par la presse polonaise.
À la suite de cette fonction importante mais difficile, l'université catholique de Varsovie lui octroie un doctorat honoris causa en théologie en octobre 1921, tandis que le gouvernement polonais le décore en janvier 1922 de l'ordre de l'Aigle blanc.

### Archevêque de Milan

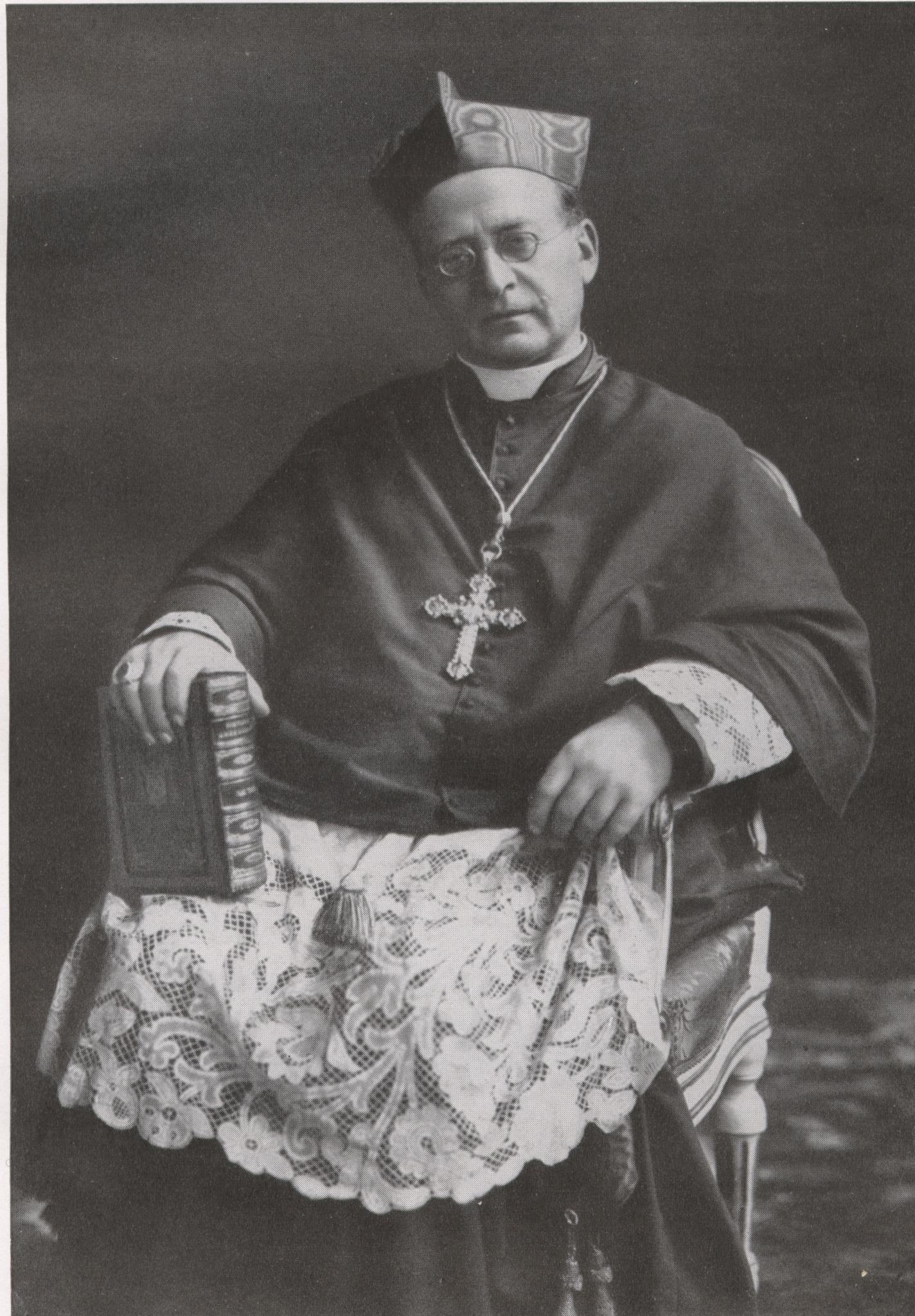
Cardinal-Archevêque de Milan.

Le 13 juin 1921, Achille Ratti est nommé cardinal archevêque de Milan, son diocèse d'origine, par le pape Benoît XV au titre de Santi Silvestro e Martino ai Monti. Si son arrivée officielle à Milan est reportée en raison d'un pèlerinage national jusqu'au 3 septembre, le cardinal y participe à un repas offert à 1 000 pauvres par la Fédération des Jeunes catholiques. Le cardinal déploie dans son diocèse une grande activité, en particulier dans le domaine de l'enseignement. Il préconise l'utilisation du catéchisme de Pie X pour les classes élémentaires et réunit une conférence épiscopale sur les questions d'enseignement et de société.
Il assiste avec réserve à la montée au pouvoir de Mussolini récemment devenu député de Milan. Son anticommunisme lui convient, mais la violence de ses troupes et son caractère dominateur l'inquiètent de plus en plus. « Résistera-t-il à la tentation, qui guette tous les chefs, de devenir dictateur absolu ? ».

## Pape de l’Église catholique

### Élection et premières actions

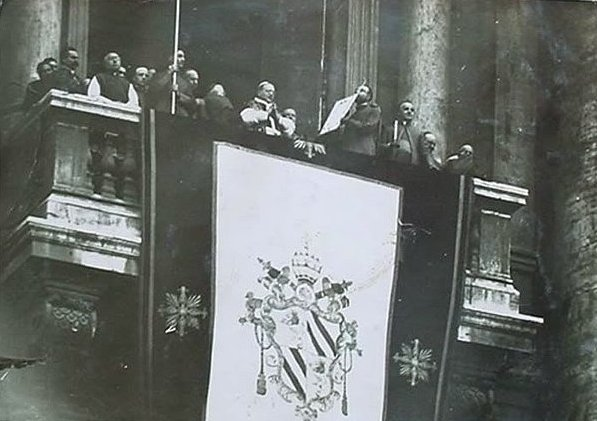
Le nouveau pape Pie XI veille sur la loggia le jour de son élection. Les armoiries de Pie IX sont brodées sur le tissu.

Le 6 février 1922, à la mort de Benoît XV, le conclave élit au quatorzième tour le cardinal Ratti. Celui-ci n'était qu'un outsider : le camp conservateur présentait le cardinal Merry del Val, ancien secrétaire d'État de Pie X, tandis que le camp libéral était représenté par le cardinal Gasparri. Élu comme candidat de compromis, il montre très vite son autorité indépendante, en refusant au camp conservateur de renvoyer Gasparri et en choisissant, à l'inquiétude des libéraux, de prendre la tiare sous le nom de Pie XI. Il innove en bénissant la foule de la loggia extérieure de la basilique Saint-Pierre, ce qui constituait symboliquement, après l'isolement du 20 septembre 1870, une ouverture sur Rome et le monde. Il prend comme secrétaire personnel, son secrétaire de Milan, Carlo Confalonieri, et maintient donc comme secrétaire d’État le cardinal Gasparri. Par la lettre apostolique Galliam Ecclesiæ filiam du 2 mars 1922, Pie XI proclama Jeanne d'Arc, déjà canonisée en 1920, sainte patronne secondaire de la France.

### Le rôle de l'Église

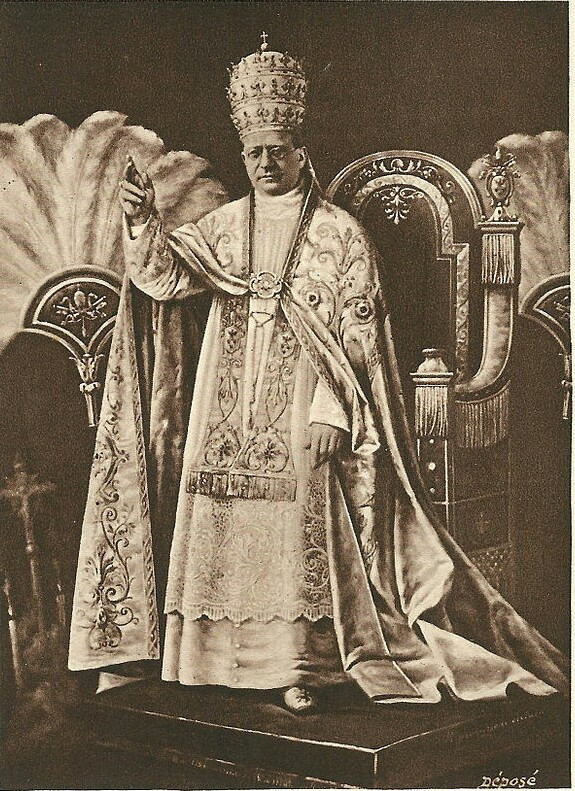
Pie XI vêtu des ornements pontificaux.

Sa première encyclique, Ubi arcano Dei consilio, en date du 23 décembre 1922, constitue un programme de sa future action.
« C’est un fait évident pour tous : ni les individus, ni la société, ni les peuples n’ont encore, après la catastrophe d’une telle guerre [(1914-1918)], retrouvé une véritable paix ; la tranquillité active et féconde que le monde appelle n’est pas encore rétablie. […] Aux inimitiés extérieures entre peuples viennent s'ajouter […] les discordes intestines qui mettent en péril […] la société elle-même.
Il faut signaler en premier lieu cette lutte de classe qui, tel un ulcère mortel, s'est développée au sein des nations, paralysant l'industrie, les métiers, le commerce, tous les facteurs enfin de la prospérité, privée et publique. Cette plaie est rendue plus dangereuse encore du fait de l'avidité des uns à acquérir les biens temporels, de la ténacité des autres à les conserver, de l'ambition commune à tous de posséder et de commander. De là de fréquentes grèves, volontaires ou forcées ; de là encore des soulèvements populaires et des répressions par la force publique, fort pénibles et dommageables pour tous les citoyens.
Dans le domaine de la politique, les partis se sont presque fait une loi non point de chercher sincèrement le bien commun par une émulation mutuelle et dans la variété de leurs opinions, mais de servir leurs propres intérêts au détriment des autres. Que voyons-nous alors ? Les conjurations se multiplient : embûches, brigandages contre les citoyens et les fonctionnaires publics eux-mêmes, terrorisme et menaces, révoltes ouvertes et autres excès de même genre […].
La tâche qui s'impose avant toute autre, c'est la pacification des esprits. Il y a bien peu à attendre d'une paix artificielle et extérieure qui règle et commande les rapports réciproques des hommes comme ferait un code de politesse ; ce qu'il faut, c'est une paix qui pénètre les cœurs, les apaise et les ouvre peu à peu à des sentiments réciproques de charité fraternelle. Une telle paix ne saurait être que la paix du Christ […] car il fut le premier à dire aux hommes : Vous êtes tous des frères (Matth. XXIII, 8).
[…] Le retour de la paix chrétienne est impossible hors de ce règne : la paix du Christ par le règne du Christ. »
Ce programme est complété, d'un point de vue théologique, par les encycliques Quas primas (11 décembre 1925) qui en instituant la fête du Christ Roi se veut une réponse aux persécutions des cristeros au Mexique et Miserentissimus Redemptor (8 mai 1928), sur le culte au Sacré-Cœur. Il procéda à de nombreuses canonisations, dont celle de Bernadette Soubirous, Jean Bosco, Thérèse de Lisieux, Madeleine-Sophie Barat ou encore Jean-Marie Vianney, curé d'Ars, notamment en 1926, 1929, 1933, années jubilaires. Il nomma également quatre nouveaux docteurs de l'Église : Pierre Canisius, Jean de la Croix, Robert Bellarmin et Albert le Grand. Il insista sur le rôle de la prière, recommandant les Exercices spirituels de saint Ignace de Loyola dans Mens nostra (20 décembre 1929) ou encore le rosaire dans Ingravescentibus malis (la) (29 septembre 1937).
Il ne montra guère d'intérêt pour la question biblique, et donna une réponse clairement unioniste à la question œcuménique : l'encyclique Mortalium animos (6 janvier 1928) souhaitait le retour au sein de l'Église des chrétiens non catholiques romains. Pie XI donna sa vision de l'éducation catholique dans l'encyclique Divini Illius Magistri (31 décembre 1929). D'un point de vue moral, enfin, Casti connubii (31 décembre 1930) bornait strictement le cadre des rapports conjugaux.
Il insista sur le rôle des laïcs : « tous les fidèles sont appelés à collaborer [à l'apostolat], car tous peuvent travailler dans la vigne du Seigneur », déclara-t-il ainsi aux évêques colombiens le 14 février 1934. Concrètement, il accorda son appui à l'Action catholique et aux institutions de jeunesse comme la Jeunesse ouvrière chrétienne, fondée par l'abbé belge Joseph Cardijn qu'il reçut en audience en mars 1925. Inversement, il se montra très attentif à l'idéologie des mouvements et organes de presse catholiques ou assimilés. Dans ce cadre, il organisa, dès la fin de 1925, une campagne contre le mouvement monarchiste de l'Action française, jugé coupable d'irréligion – et qui avait été pourtant amplement soutenue auparavant par le clergé français. Son allocution consistoriale du 20 décembre 1926, en guise de clôture d'une série de condamnations plus ou moins indirectes, interdit explicitement toute participation au mouvement de même que la lecture de ses publications. Neuf jours plus tard, les écrits de Charles Maurras, fondateur du mouvement, étaient mis à l'Index de même que le journal Action française. Refusant les étiquettes de 'libéral' ou de 'conservateur', il aime dire « j'aime tellement les traditions que j'en crée de nouvelles ».
Pie XI voulut également développer l'œuvre missionnaire de l'Église, ce qui est un aspect fondamental de son pontificat et ce qui le fit surnommer le « pape des missions » : en 1922, il centralisa à Rome l'Œuvre de la Propagation de la Foi (jusqu'alors à Lyon) et organisa en 1925 une exposition missionnaire. Soucieux de l'ouverture du clergé aux indigènes, il sacra en 1926 les six premiers évêques chinois. Entre 1922 et 1939, il érigea le nombre impressionnant de 37 missions (surtout en Afrique et en Chine), 111 vicariats apostoliques et 148 préfectures apostoliques, sans compter des dizaines de nouveaux diocèses, notamment aux Indes et dans l'empire du Japon. Il s'appuya sur le zèle de deux préfets successifs de la Sacrée Congrégation de la Propaganda Fide, le cardinal van Rossum (rédemptoriste hollandais), jusqu'à sa mort en 1932, puis le cardinal Fumasoni-Biondi (préfet de 1933 à 1960).

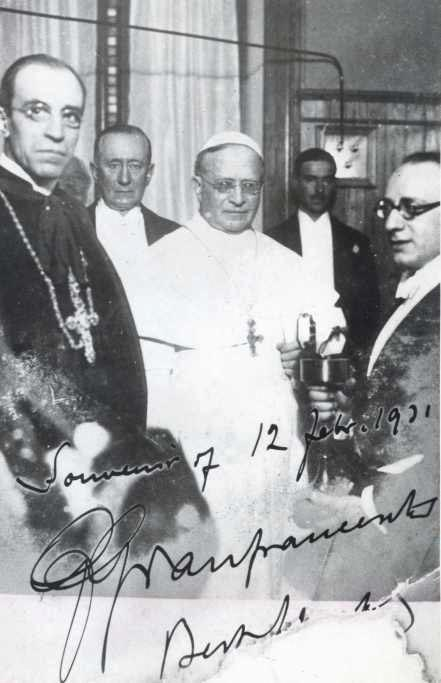
Pie XI inaugurant Radio Vatican en 1931, accompagné du cardinal Pacelli.

Il est toujours soucieux des séminaires. Dès sa lettre d'août 1922, il préconise la création de séminaires interdiocésains en Italie. Ils sont alors cinq pour 688 élèves. À la fin du pontificat, ils seront quatorze pour 3 500 élèves. En 1931, par la constitution Deus scientarium Dominus, il fait rehausser le niveau des études supérieures ecclésiastiques.

### L'État du Vatican succède aux anciens États pontificaux

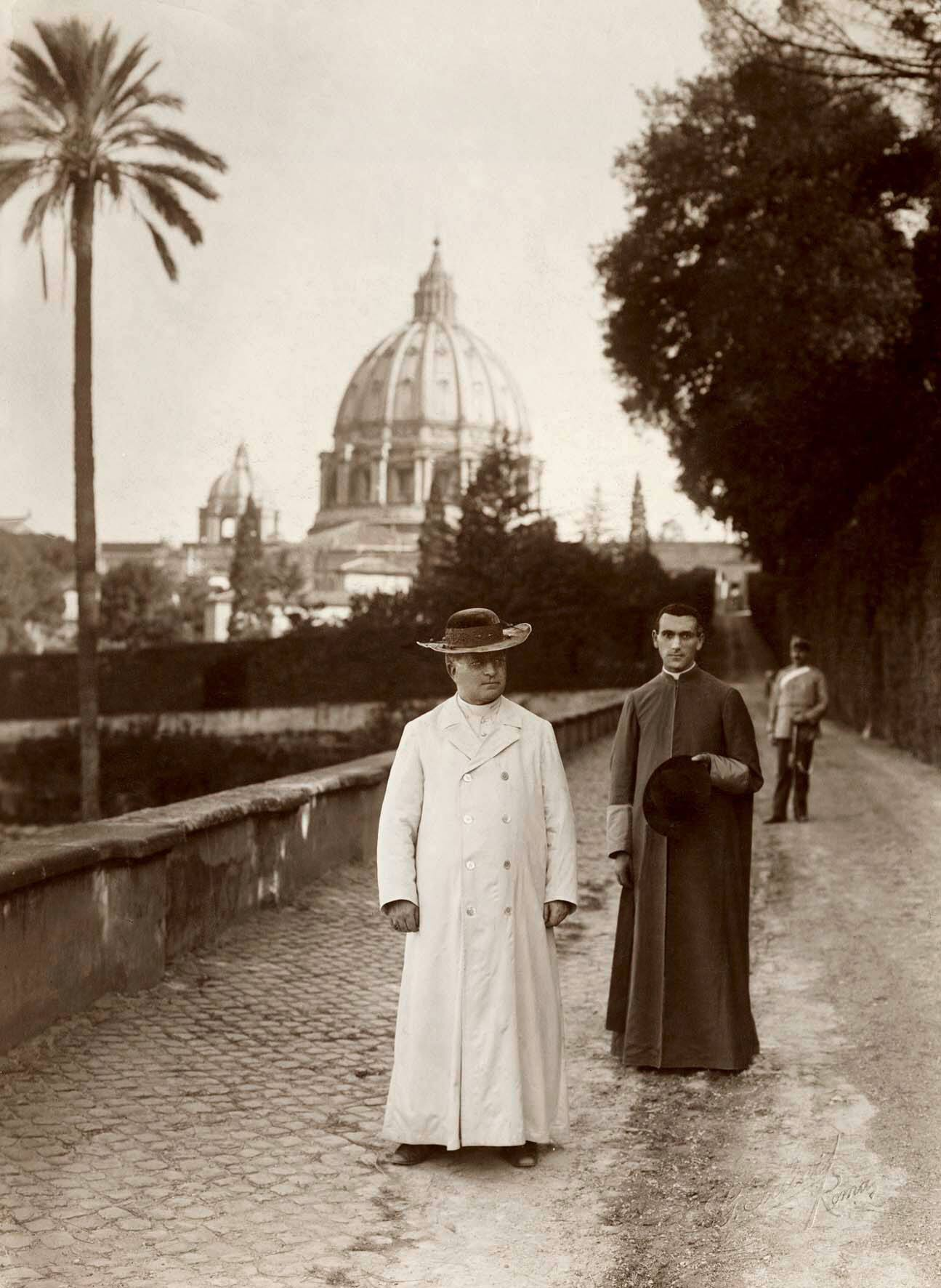
Le pape Pie XI dans les jardins du Vatican en 1925.

Le pape arrive au pouvoir en même temps que Benito Mussolini s'impose comme Président du Conseil italien. S'il le soutient dans le souci de contrer le communisme, il s'irrite des exactions fascistes face à l'Action catholique dont il accepte cependant la dépolitisation. Son refus de soutenir la Démocratie chrétienne est important pour le processus qui permet à Mussolini de passer au parti unique. Malgré des difficultés mutuelles (rôle de l'entourage anticlérical du Duce ou du roi Victor-Emmanuel III), le 11 février 1929, le cardinal Pietro Gasparri, secrétaire d'État, signe avec Benito Mussolini, les accords du Latran, créant l'État de la Cité du Vatican. Ces accords plaçaient sous la seule autorité du pape un territoire de quarante-quatre hectares, érigé en État indépendant, pour lui assurer une base temporelle et une représentation diplomatique. Cela mettait fin au différend qui opposait la papauté au royaume d'Italie depuis 1870 - connu sous le nom de question romaine - et au statut de Prisonnier du Vatican que s'étaient donné les papes depuis 1870. Le pape renonçait à ses droits sur la ville de Rome et aux anciens États pontificaux, tandis que l'Italie reconnaissait un privilège à l'Église catholique et la rémunération des membres du clergé comme officiers de l'état-civil. Le négociateur principal avait été le frère du nonce en Bavière, de la famille Pacelli.

### Confrontation avec le nazisme
Depuis 1920, année où monseigneur Eugenio Pacelli, nonce à Munich, fut accrédité à Berlin dans ce but, un Concordat était en cours de négociation avec l'Allemagne. Le 20 juillet 1933, le pape mandata Eugenio Pacelli, devenu cardinal et secrétaire d'État, pour le signer en son nom. Du côté allemand, il le fut par le vice-chancelier Franz von Papen, conservateur catholique, qui avait accepté le 30 janvier d'intégrer un gouvernement dirigé par Adolf Hitler. Pie XI est sans illusion sur la capacité du clergé autrichien de convertir Hitler à une politique pro-catholique.
- Une position claire et officielle :

Le 14 mars 1937, il publie l'encyclique Mit brennender Sorge (Avec une brûlante inquiétude).
En prévision de la date du 3 mai 1938, jour de l'arrivée de Hitler à Rome, en visite d'État du 3 au 9 mai auprès de Benito Mussolini et de la monarchie italienne, le pape Pie XI, dès le 30 avril, sort ostensiblement de la Ville Éternelle, entouré de toute la Maison pontificale, de la Gendarmerie pontificale et de la Garde suisse, et, à la stupeur générale, se retire au palais apostolique de Castel Gandolfo (territoire faisant partie de l'État du Vatican, à 20 km de Rome). Le Saint-Siège fait savoir publiquement qu'« il n'y a pas de place, à Rome, pour deux croix, la Croix du Christ et une autre croix » (sous-entendu, la croix gammée du nazisme). Avant de quitter Rome, le pape ordonne la fermeture des musées du Vatican pour empêcher le dictateur nazi d'y accéder, et l'extinction de toute lumière à la moindre fenêtre de la Cité du Vatican donnant sur l'extérieur. Pie XI, déjà de toute manière courroucé contre le gouvernement fasciste italien et sa collaboration avec le régime de Berlin, décide de prolonger plusieurs mois d'affilée sa résidence à Castel Gandolfo, jusqu'au 28 octobre suivant, privant ainsi Rome de sa présence durant six mois (la plus longue absence d'un pape hors de Rome depuis le XIXe siècle jusqu'à nos jours). Tant que le pape séjourna au palais apostolique de Castel Gandolfo, les foules de pèlerins y affluèrent pour recevoir sa bénédiction, comme à Rome.
Le 6 septembre 1938, alors que le gouvernement italien prépare les lois raciales fascistes, Pie XI déclare à un groupe de pèlerins belges :
« Par le Christ, et dans le Christ, nous sommes de la descendance spirituelle d'Abraham. Non, il n'est pas possible aux chrétiens de participer à l'antisémitisme. Nous reconnaissons à quiconque le droit de se défendre et de prendre les moyens de se protéger contre tout ce qui menace ses intérêts légitimes. Mais l'antisémitisme est inadmissible. Nous, chrétiens, nous sommes spirituellement des sémites », expression devenue célèbre.
Cependant, cette déclaration n'est reprise ni par L'Osservatore Romano, ni par Radio Vatican. Des comptes rendus paraissent dans La Libre Belgique du 14 septembre 1938, à la une de La Croix du 17 septembre 1938, et dans La Documentation catholique. Pour Sylvie Bernay, qui commente la reprise de la déclaration par Jules Saliège dans « La semaine catholique de Toulouse » et sa publication intégrale dans L'Univers israélite, « le pape ne semble manifestement pas prêt à intervenir contre le principe de ces lois racistes, puisqu'il pense qu'il est légitime qu'un État se défende, sans préciser d'ailleurs contre qui ou contre quoi ». De même le théologien Karl Thieme estime en 1940 que ce discours de Pie XI ne marque pas suffisamment la solidarité des chrétiens avec les Juifs, car il ne constitue tout au plus qu'une « déclaration impromptue à des pèlerins » n'ayant pas la valeur d'un texte magistériel.
Pie XI ordonne cependant aux universités catholiques d'organiser un enseignement contre l'antisémitisme et le racisme (Syllabus contre le racisme). Surtout, juste avant son décès, il fait préparer une encyclique contre le nazisme. Il écrit aussi un discours dénonçant les écoutes et les déformations des propos de l'Église par les fascistes. Ce discours était prévu pour le dixième anniversaire du Concordat entre l'Italie et le Vatican, en présence de Benito Mussolini, mais Pie XI mourut la nuit qui précédait (voir en fin d'article).
Il est difficile de dire quel aurait été le texte précis de la condamnation dans l'encyclique du nazisme. Cependant il est clair que Pie XI montrait une hostilité de plus en plus nette et officielle au rapprochement entre Mussolini et Hitler.

### Confrontation avec le communisme
L'encyclique Quadragesimo anno, publiée en 1931, condamne le communisme mais aussi les conditions sociales qui favorisent son essor. Au nom de la dignité humaine, Pie XI invite le socialisme à prendre ses distances avec le totalitarisme communiste.
Le 19 mars 1937, soit cinq jours après Mit brennender Sorge, il publie l'encyclique Divini Redemptoris, par laquelle il condamne de nouveau le communisme, qu'il qualifie d'« intrinsèquement pervers », expression devenue célèbre. Pour l'Église, les purges staliniennes de 1934 et 1936 n'ont pas encore convaincu les communistes qu'ils se battent non pas pour la liberté mais pour l'asservissement, et que le matérialisme dialectique est sans issue et débouche sur le néant.
« On ne peut pas dire que de telles atrocités soient de ces phénomènes passagers qui accompagnent d'ordinaire toute grande révolution, des excès isolés d'exaspération comme il s'en trouve dans toutes les guerres ; non, ce sont les fruits naturels d'un système qui est dépourvu de tout frein intérieur. »

### Liens avec la France

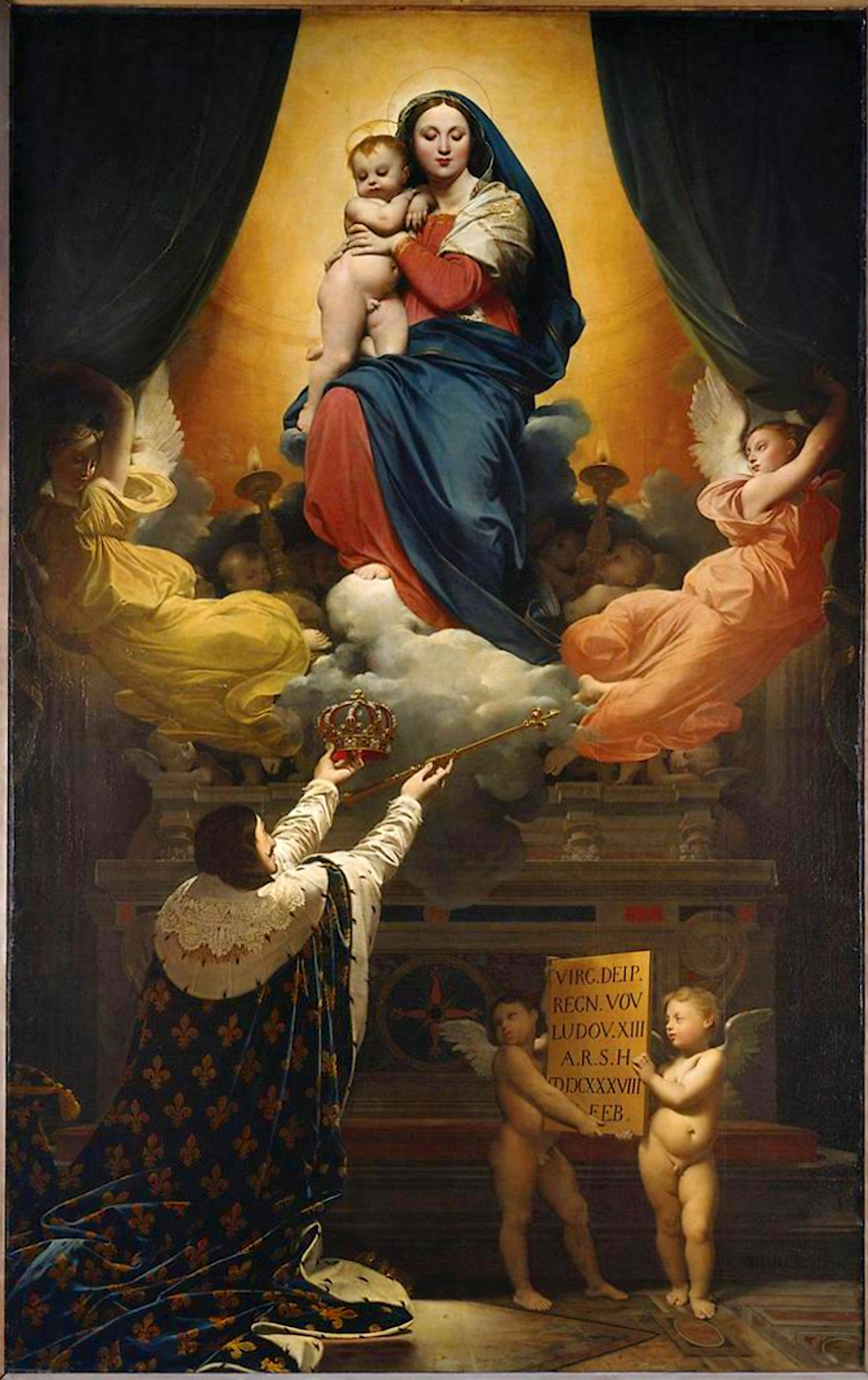
Avec ses documents pontificaux, Pie XI confirma le vœu de Louis XIII en 1922 et en 1937.

Il est certain que la vie de Pie XI se consacrait considérablement à la France, notamment au sanctuaire de Lourdes. Lorsque le pape Léon XIII créa deux cardinaux français, Victor Lecot et Joseph Bourret en 1893, Achille Ratti était chargé d'accompagner Giacomo Radini-Tedeschi, prélat de la secrétairerie d'État. Pour le jeune prêtre, le voyage afin d'emporter la barrette cardinalice se termina avec une déviation vers Lourdes.
Devenu cardinal-archevêque de Milan, Monseigneur Ratti revisita Lourdes en 1921, en présidant le pèlerinage national italien,. Aussitôt élu pape, Pie XI fit, en faveur de la France, sortir sa première lettre apostolique, en proclamant que la Sainte Vierge demeure la première patronne de ce pays (ainsi que sainte Jeanne d'Arc, patronne secondaire de la France), :

« L'immense affluence des fidèles accourant de loin chaque année, même de notre temps, aux sanctuaires de Marie montre clairement ce que peut dans le peuple la piété envers la Mère de Dieu, et plusieurs fois par an, la basilique de Lourdes, si vaste qu'elle soit, paraît incapable de contenir les foules innombrables de pèlerins. La Vierge Mère en personne, trésorière auprès de Dieu de toutes les grâces, a semblé par des apparitions répétées approuver et confirmer la dévotion du peuple français. »

— première lettre apostolique de Pie XI, Beata Maria Virgo in cælum Assumpta in gallicæ (Galliam ecclesiæ filiam), le 2 mars 1922,
Il n'est donc pas par hasard que le Saint-Père ait canonisé sainte Bernadette Soubirous le 8 décembre 1933, 75e anniversaire des Apparitions de Lourdes.
Pie XI rendit hommage aux martyrs français de la Révolution. Ainsi, il béatifia en 1925 Ifigenia de San Matteo et ses 31 moniales françaises exécutées entre les 6 et 29 juillet 1794 à Orange par le Tribunal révolutionnaire,. Cette béatification fut suivie de celle de l'archevêque Jean-Marie du Lau d'Allemans et de 190 victimes des massacres de Septembre en 1792. Encore furent ajoutés dans la liste Noël Pinot et Pierre-René Rogue tandis que le martyr Jean de Brébeuf († 1649 au Canada) fut béatifié en 1925 et canonisé en 1930. En bref, le pape ne souhaitait pas que l'histoire néglige les martyrs de l'Église. De même, avec ses béatifications, le pape fit manifester la spiritualité profonde de nombreux fondateurs et fondatrices d'ordres : André-Hubert Fournet († 1834), Michel Garicoïts († 1863), Pierre-Julien Eymard († 1868), Marie-Euphrasie Pelletier († 1868). Il ne faut pas oublier la béatification de Claude La Colombière († 1682).

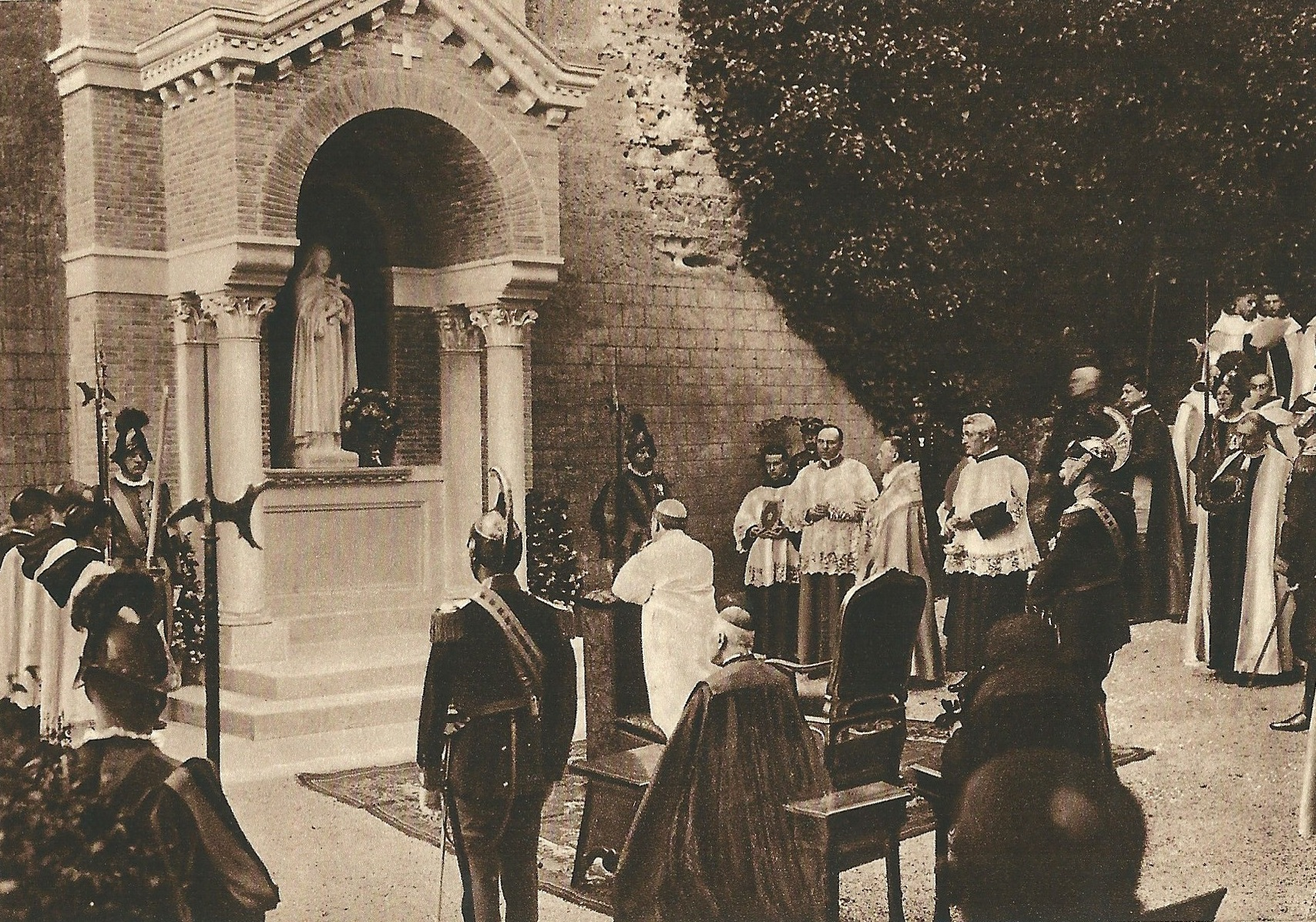
Pie XI se recueillant devant une chapelle qu'il fit élever au Vatican en l'honneur de sainte Thérèse de Lisieux, qu'il appelait son Étoile, mais aussi sa petite Sainte,.

C'est surtout sous le pontificat de Pie XI que se propagea la dévotion à sainte Thérèse de Lisieux. Pie XI béatifia en 1923 puis canonisa en 1925 la jeune carmélite. La spiritualité du pape s'enracinait dans celle de la religieuse française morte à 24 ans : « Sa statue est sur la table de travail du Saint-Père. Son image sourit au mur de sa chambre à coucher. » Une fois guéri en 1937, Pie XI attribua son rétablissement de santé à la sainte, en disant « Le voilà mon médecin. » Le pape n'hésita pas à adresser son message, surtout aux fidèles français, le 11 juillet 1937 lors de la consécration de la basilique de Lisieux, par biais de la radio. Il n'est pas étrange que la fête de sainte Thérèse ait été inaugurée, par ce Saint-Père, en faveur de toutes les églises catholiques. De surcroît, c'était lui qui fit renforcer le culte de sainte Thérèse tandis que Michel d'Herbigny était envoyé à Lisieux en faveur de la conversion de la Russie. En résumé, il était lié non seulement à cette sainte mais aussi au Carmel de Lisieux.
Enfin, par le bref du 31 mai 1937, Pie XI autorisa un jubilé extraordinaire en France. Cette décision fut tenue à la suite d'un congrès marial de Boulogne-sur-Mer en faveur du tricentenaire du vœu de Louis XIII à Notre-Dame. Le jubilé célébré en 1938, restant méconnu même de nos jours, fut toutefois étudié par le prêtre Claude Billot.
Le pape béatifia en 1925 puis canonisa le 8 décembre 1933 Bernadette Soubirous.

### La révolte des Cristeros au Mexique

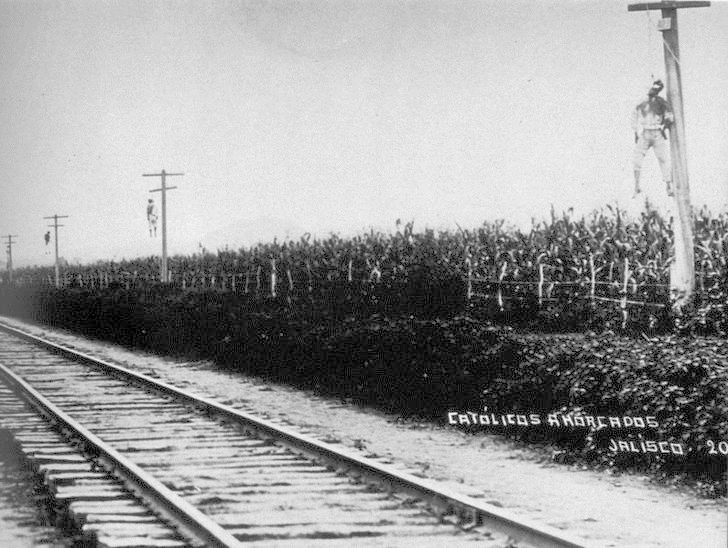
Cristeros pendus le long de la voie ferrée à Jalisco, (1927).

Pie XI eut à faire face à la politique anticatholique du gouvernement mexicain de Plutarco Elías Calles qui renforce les dispositions de la Constitution mexicaine de 1917 contre les Catholiques (interdictions de toute intervention de l'Église à l'école primaire, des ordres monastiques, des célébrations publiques du culte en dehors des églises, restrictions au droit de propriété des organisations religieuses, atteinte aux droits civiques des membres du clergé : interdiction de l'habit religieux, perte du droit de vote, de la liberté d'expression sur les affaires publiques dans les organes de presse) : les « Lois Calles » décident de la fermeture des écoles catholiques, de la limitation du nombre de prêtres par habitant, de l'expulsion des prêtres étrangers, de la condamnation à 5 ans de prison pour tout commentaire politique émanant d'un prêtre, de la fermeture de chapelles, de 142 églises, créent une immixtion de l’État dans les affaires internes de l’Église par le biais de l'enregistrement obligatoire des curés auprès des institutions locales et de leur autorisation d'exercice du culte, l’État de Tabasco allant même jusqu'à rendre le mariage obligatoire pour être « ministre d'un culte », ce qui visait implicitement le culte catholique, les lois sur l'interdiction de l'action publique catholique entraînent la fermeture d'hospices et d'institutions de bienfaisance. Le gouvernement répond par la violence à la résistance populaire à cette politique et de 1924 à 1937 le Mexique voit une révolte populaire sans précédent conduite au nom du « Christ Roi » (la guerre des Cristeros). De nombreux prêtres furent pendus ou fusillés. Le clergé local était divisé sur l'attitude à adopter : conciliation ou révolte ? Le 11 décembre 1925, le pape promulgua l'encyclique Quas primas, instaurant la fête du Christ Roi, qui encourageait les catholiques mexicains à la résistance. La question mexicaine resta épineuse jusqu'en 1937.

### Style personnel

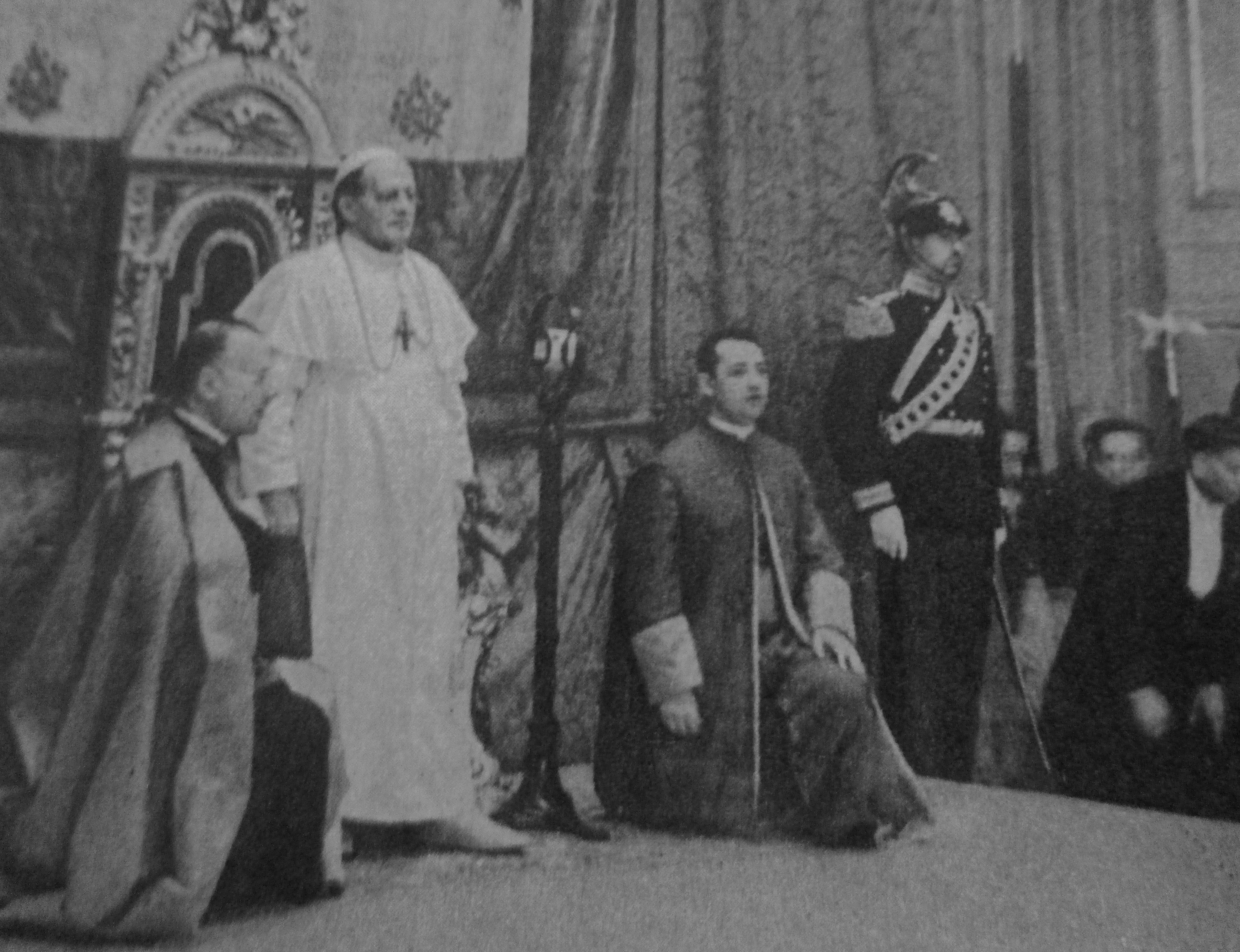
Le pape Pie XI arrivant en salle d'audience.

Le pape Pie XI avait ce qu'on appelle, en italien, la terribilità.
Son allure et son maintien habituels étaient sévères, que tempéraient parfois un rare sourire légèrement ironique. Malgré cet aspect autoritaire, sa personne respirait une indéniable bonté. Il avait un sens redoutable de la formule qui fait mouche ; à un camérier secret qui osait un jour lui suggérer timidement d'alléger les règles protocolaires, Pie XI répliqua du tac au tac : « Apprenez que le protocole sert à remettre à leur place les gens qui ne savent pas rester à leur place ».
Son goût pour l'ordre et la discipline était légendaire. Un employé de la Curie qui voulait faire parvenir directement une supplique personnelle au Pape, la rédigea, la mit dans une grande enveloppe sur laquelle il avait calligraphié « À Sa Sainteté » et la déposa par terre sur le chemin que Pie XI empruntait pour sa brève promenade quotidienne dans les jardins du Vatican. L'un des camériers se précipite, ramasse l'enveloppe et l'apporte à Pie XI ; le Pape la refuse et ordonne immédiatement au camérier : « Remettez-la où vous l'avez trouvée. Ce n'est pas la voie normale du courrier ».
La religieuse milanaise responsable de ses repas, devenue trop âgée, fut remplacée en 1926 par un petit groupe de moines franciscains allemands parmi lesquels Aloïs Stanke. Quand on les présenta au Pape, il leur dit avec ce mélange d'autorité et de fine ironie dont il avait le secret : « Je vous recommande la précision allemande ; je vous recommande le silence allemand ; mais pas la cuisine allemande ».
Pie XI donnait ses ordres avec une courtoisie à la fois bonhomme et sèche, lesquels devaient être exécutés sans délai, « non subito, ma prima di subito » (« pas immédiatement, mais avant immédiatement »). Dans son amour du travail parfaitement accompli, il disait souvent à son secrétaire particulier, le futur cardinal Carlo Confalonieri : « Niente press'a poco » (« Jamais rien à peu près »).
Pie XI n'accordait que rarement, après mûr examen, les dispenses que l'on sollicitait de lui, même quand elles étaient en principe autorisées par le droit canonique, faisant souvent répondre au solliciteur, civil ou ecclésiastique : « Les lois sont faites pour être observées, pas pour en être dispensé ». Des cardinaux ont avoué qu'ils tremblaient et priaient intérieurement au moment d'être reçus en audience par le pape ; le cardinal Luigi Sincero a confié qu'il s'y préparait chaque fois « comme un écolier qui doit être examiné ».

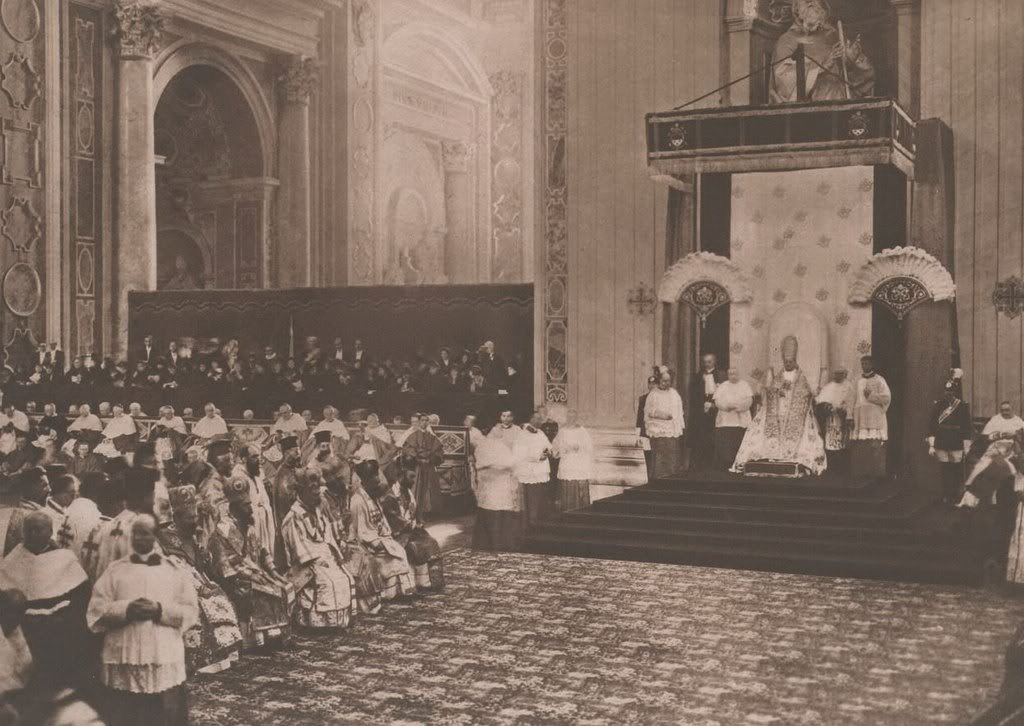
Cérémonie pontificale dans la basilique Saint-Pierre, présidée par Pie XI

Le pape Pie XI avait une conscience très aiguë de sa charge apostolique de Vicaire de Jésus-Christ sur la Terre ; il ne se mettait debout pour personne. Quand il donnait audience aux souverains et aux chefs d'État, il demeurait assis, siégeant au trône pontifical.

### Domaine liturgique et création de la fête du Christ Roi
Certes, dès son élection le nouveau pape Pie XI ouvrit une porte en faveur de l'œcuménisme, en faisant, lors du jubilé 1925 à Rome, chanter une messe et des hymnes selon le rite byzantin. C'était une schola de l'Église orthodoxe qui en exécuta. Toutefois, avec sa constitution apostolique Divini cultus sanctitatem (1928), le Saint-Père défendait et développa finalement l'idée du motu proprio Inter pastoralis officii sollicitudines (1903) dénoncé par le pape saint Pie X. Le projet de l'Édition Vaticane fut parachevé sous le pontificat de Pie XI en 1926, sauf quelques textes encore requis, et avec la publication du livre de chant consacré à la fête du Christ Roi, instituée par ce même pape l'année précédente. Il est certain que Pie XI respectait toujours la tradition catholique de la musique sacrée. Non seulement il fit rattacher l'École supérieure de chant grégorien et de musique sacrée au Saint-Siège le 22 novembre 1922 mais également promouvoir comme l'Institut pontifical de musique sacrée le 24 mai 1931, en tant qu'université pontificale. L'établissement est dorénavant chargé de former les maîtres de chapelle ainsi que les chercheurs. D'ailleurs, c'était la constitution apostolique Deus scientiarum Dominus, de laquelle l'article 31 - h dénonce la promotion de l'école, qui organisait à nouveau la fonction des universités pontificales afin d'adapter aux besoins de cette époque-là.

### Dernier discours et mort du pape

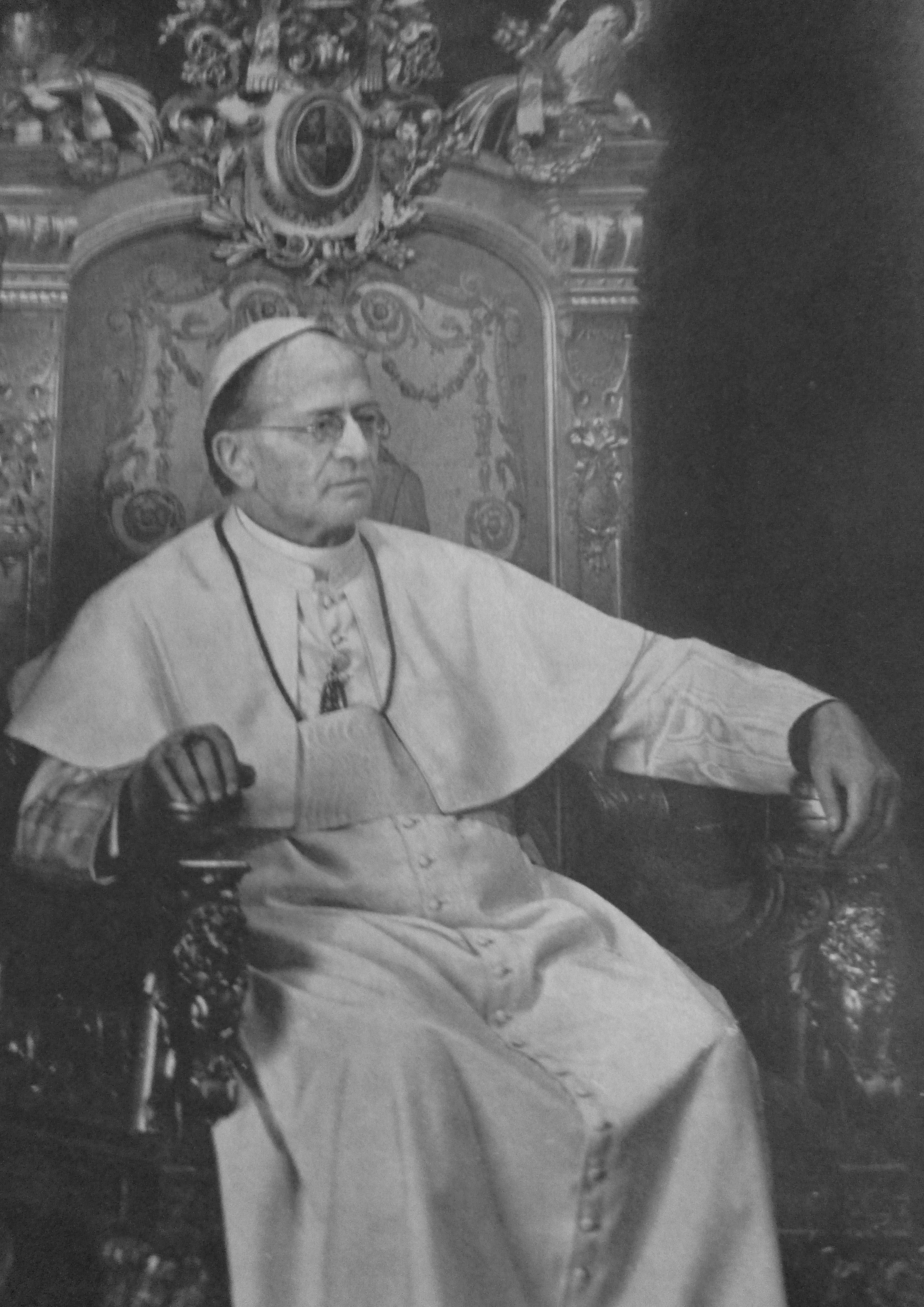
Pie XI le 6 février 1939, quelques jours avant sa mort.

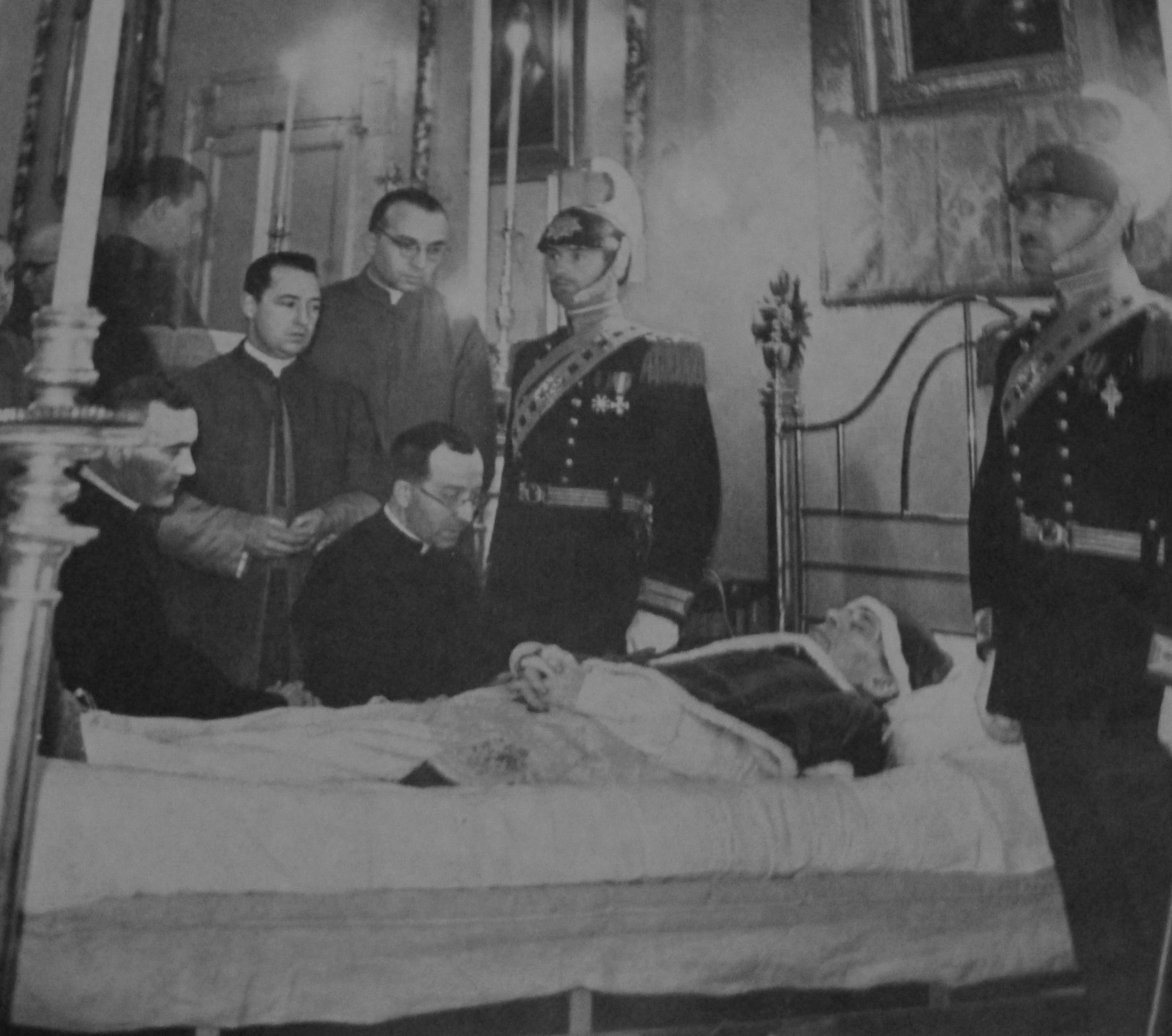
Le pape Pie XI exposé sur son lit de mort, en habit pontifical de chœur, au palais apostolique du Vatican. L'Illustration, février 1939.

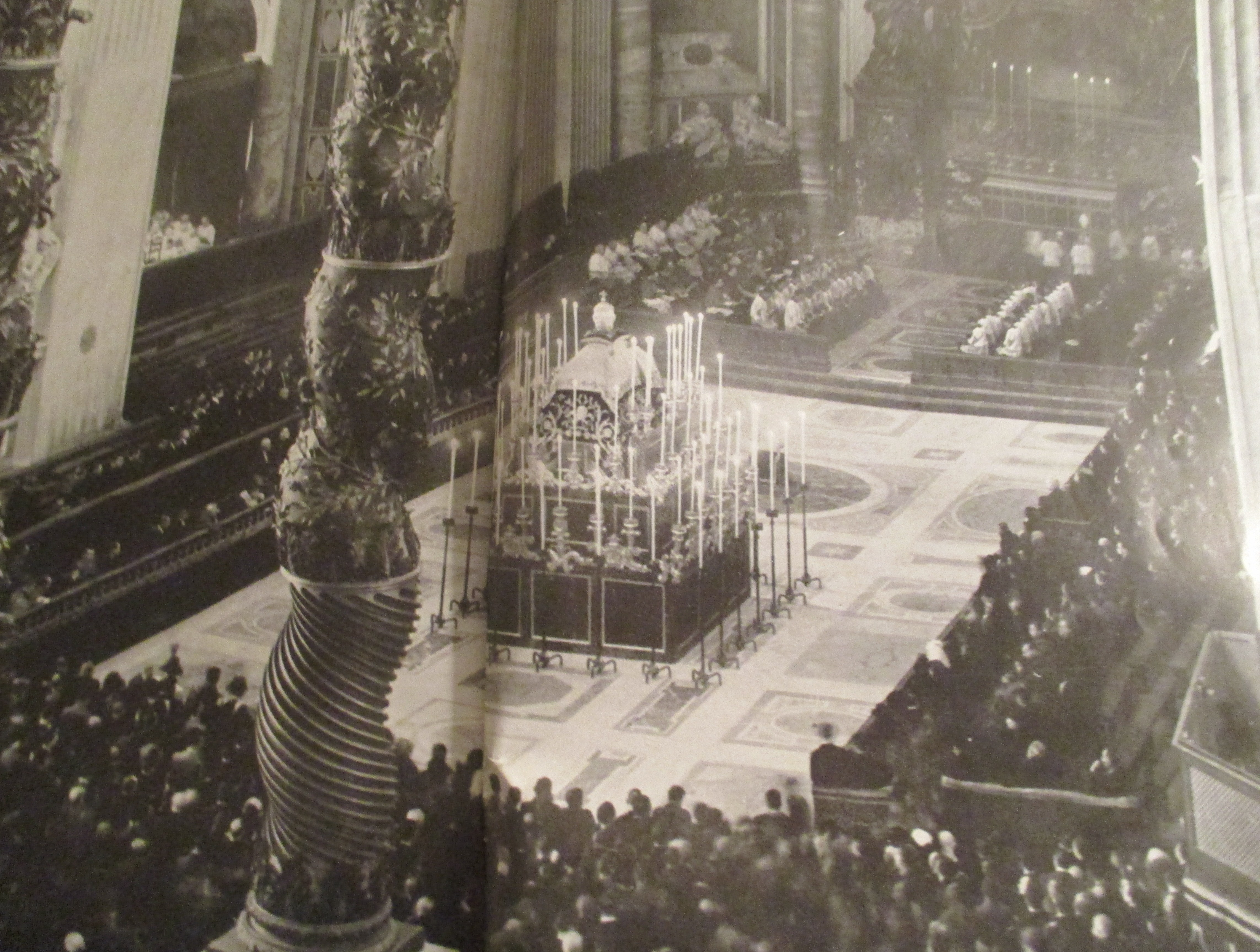
Catafalque monumental de Pie XI, lors de ses obsèques dans la basilique Saint-Pierre.

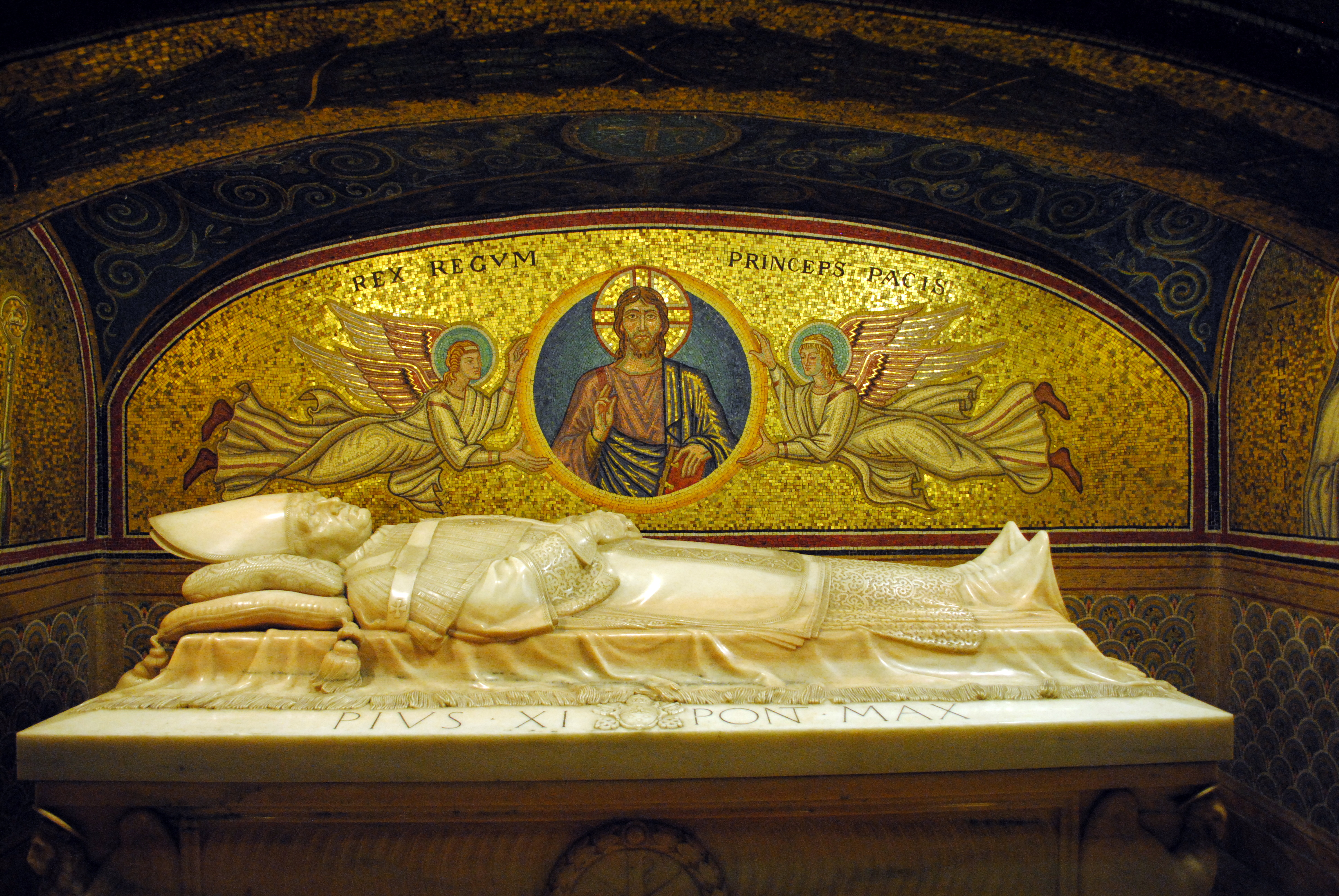
Tombeau du pape Pie XI dans les Grottes vaticanes sous la basilique Saint-Pierre de Rome.

En 1939, à l'occasion du dixième anniversaire des accords du Latran, Pie XI convoqua pour le 11 février tous les évêques d'Italie pour, selon ce que croyaient certains, leur lire un discours dénonçant les persécutions raciales par les nazis et la marche vers la guerre de l'Italie fasciste. Mussolini multipliait alors les menaces à peine voilées sur l'attitude du pape. Le discours ne fut pas prononcé. Durant la nuit du 10 février le pape mourut d'un arrêt cardiaque, à l'âge de 81 ans.
Les exemplaires imprimés ont été détruits, l'original restant aux archives. L'Église conteste que le dernier discours de Pie XI ait pu porter sur une dénonciation du concordat et une critique plus vive du fascisme, du racisme ou de l'entrée en guerre de l'Italie, en s'appuyant sur une lettre de Jean XXIII du 6 février 1959 aux évêques d'Italie qui donnait des extraits du manuscrit inachevé de Pie XI : le discours aurait porté sur l'attention aux séminaires, l'avertissement aux évêques sur la parole de l'Église trop souvent déformée et la fidélité au « tombeau séculaire de saint Pierre » et aux « ossements glorieux des apôtres du Seigneur qui apportèrent les premiers l'Évangile à Rome et y fondèrent l'Église universelle. »
Le texte ayant été déclassifié en 2007, il apparaît que la seconde partie du discours sur la déformation de la parole de l'Église, « même si elle n'est pas une condamnation du régime politique (…) constitue une critique du climat d’oppression et d’espionnage que le fascisme fait régner contre l’Église catholique ». Le texte du pape y dénonce durement par exemple « une presse qui peut tout dire contre nous…, jusqu’à la ferme volonté de nier toute persécution en Allemagne ». Il y met en garde expressément et avec humour contre les « indicateurs » et… les écoutes téléphoniques du pouvoir et contre les conversations avec les membres du parti fasciste. Sa conclusion sur la fidélité à la tombe de saint Pierre est implicitement un appel à un changement de régime et s'oppose explicitement au racisme et au bellicisme. « En outre, Pie XI avait demandé à un jésuite, l'Américain John LaFarge, des documents pour réfléchir à la position de l’Église face à l’antisémitisme, et préparer un texte, Humani generis unitas, dont personne ne peut dire aujourd’hui s’il avait vocation ou non à devenir une encyclique ».

## Succession apostolique
Pie XI  a ordonné les évêques suivants :
- Cardinal Oreste Giorgi (1924)
- Cardinal Michele Lega (1926)
- Évêque Philippus Zhao Huaiyi (en) (1926)
- Évêque Melchior Sun De-zhen (en), C.M. (1926)
- Évêque Odoric Cheng Hede (en), O.F.M. (1926)
- Évêque Joseph Hou Joshan (no), C.M. (1926)
- Évêque Aloysius Chen Guodi (en), O.F.M. (1926)
- Évêque Simon Zhu Kaimin (en), S.I. (1926)
- Évêque Januarius Kyunosuke Hayasaka (en) (1927)
- Cardinal Jusztinián Serédi, O.S.B. (1928)
- Cardinal Luigi Sincero (1929)
- Cardinal Alfredo Ildefonso Schuster, O.S.B. (1929)
- Cardinal Jean Verdier, P.S.S. (1929)
- Archevêque Joseph Attipetty (en) (1933)
- Évêque Joseph Fan Heng'an (en) (1933)
- Évêque Jean-Baptiste Nguyễn Bá Tòng (1933)
- Évêque Matthias Li Jun-ho (no) (1933)
- Évêque Joseph Cui Shouxun (en) (1933)
- Archevêque Giuseppe Migone (it) (1936)

## Voir aussi

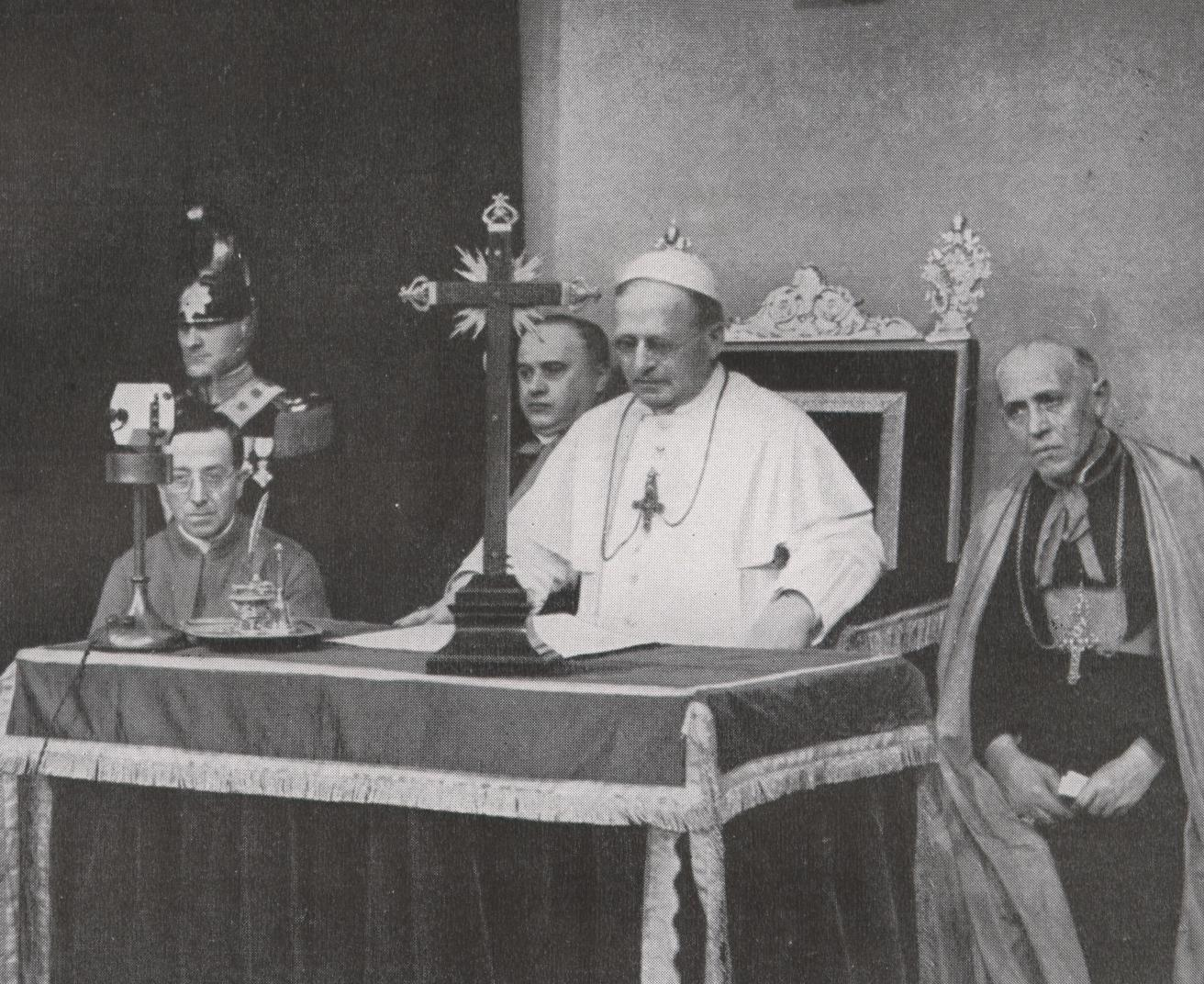
Pie XI, premier pape à s'exprimer à la radio (Radio Vatican), le 12 février 1931.

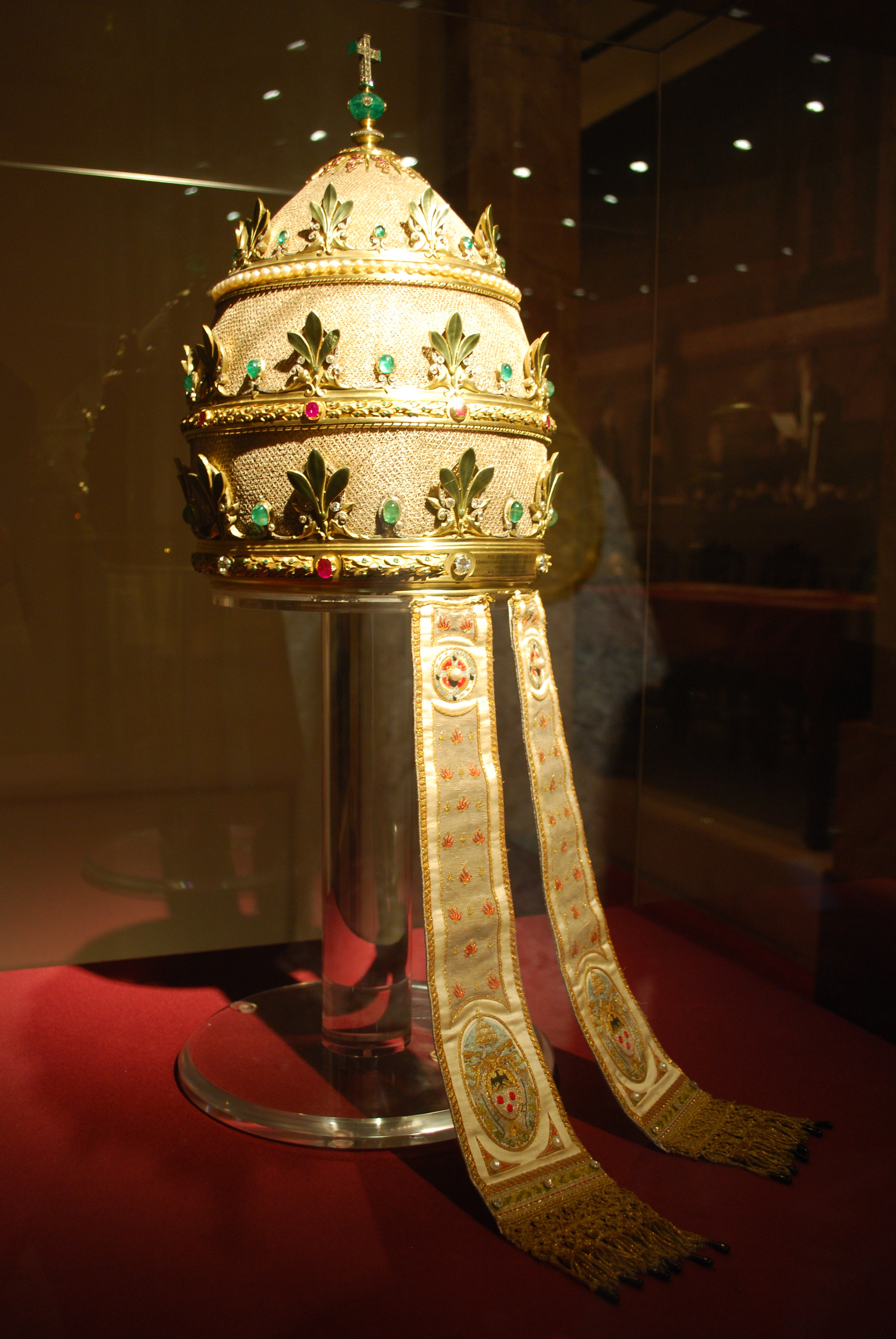
La tiare de Pie XI.